# Burt Reynolds
Burton Leon "Burt" Reynolds, Jr. (n. 11 februarie 1936, Lansing, SUA – d. 6 septembrie 2018, Jupiter⁠(d), Florida, SUA) a fost un actor și regizor american, cunoscut pentru rolurile Bo 'Bandit' Darville în Smokey și Banditul, Lewis Medlock în Eliberarea, Bobby "Gator" McCluskey în Fulger alb și următorul film din serie Gator, Paul "Wrecking" Crewe în The Longest Yard, Charlie B. Barkin în Toți câinii merg în rai, și în rolul regizorului de filme pentru adulți Jack Horner din Boogie Nights pentru care a câștigat Premiul Globul de Aur pentru cel mai bun actor în rol secundar și a fost nominalizat la Premiul Oscar pentru cel mai bun actor în rol secundar. 
Burt Reynolds a murit în 6 septembrie 2018, dimineața, în urma unui atac de cord. În ultimii ani, actorul se luptase cu mai multe probleme de sănătate. În 2013, el a fost internat la terapie intensivă pentru tratamentul simptomelor gripei.

## Legături externe
- Burt Reynolds la Internet Movie Database
- Lucrări de sau despre Burt Reynolds în biblioteci (catalog WorldCat)
- Burt Reynolds pe Charlie Rose